# Out on Film
Out on Film è un festival del cinema gay di Atlanta, in Georgia, fondato nel 1987 ed è uno dei più vecchi festival di film gay negli Stati Uniti dedicato alle comunità lesbian, gay, bisessuali e transgender. Il festival si svolge ora a Midtown Atlanta in ottobre, in concomitanza con il mese della storia LGBT e l'Atlanta Pride. Ulteriori proiezioni ed eventi si svolgono tutto l'anno.
Out on Film è una società 501(c)(3) senza fini di lucro interamente omosessuale e lesbica . La programmazione include film di, per e sulla comunità LGBT.

## Films
La programmazione di Out on Film si basa su inviti a produttori di film a presentare film a titolo oneroso. Le presentazioni annuali di, circa, o di interesse per la comunità LGBT sono accettate a titolo oneroso, tra cui drammi, commedie, film stranieri e cortometraggi. Nel 2009 due film sono stati presentati al festival, Rivers Wash Over Me e A Cross Burning at Willacoochee. Nel 2010, tra gli oltre 50 film, il festival ha ospitato le prime mondiali di Quentin Crisp: Final Encore e Fishnet. Nel 2011 3 film hanno avuto le prime mondiali.

## Sponsors
Il festival non profit si basa esclusivamente sulla vendita di biglietti individuali e sul supporto di sponsor locali, regionali e nazionali.

## Date del Festival
| Anno | Date                     |
| ---- | ------------------------ |
| 2006 | 10-16 novembre           |
| 2007 | 11-17 ottobre            |
| 2008 | 11-17 aprile             |
| 2009 | 28-31 maggio             |
| 2009 | 2-8 ottobre              |
| 2010 | 1-7 ottobre              |
| 2011 | 29 settembre - 6 ottobre |
| 2012 | 4-11 ottobre             |
| 2013 | 3-10 ottobre             |
| 2014 | 2-9 ottobre              |
| 2015 | 1-8 ottobre              |
| 2016 |                          |
| 2017 |                          |
| 2018 | 27 settembre - 7 ottobre |
| 2019 | 26 settembre - 6 ottobre |